# О местоположении Святой Земли
О местоположении Святой Земли (лат. De situ Terrae Sanctae) — сочинение церковного писателя Феодосия, написанное на латинском языке.
Было открыто в 1864 году.

## Издания
А. де-Бартелеми издал его по рукописи, хранящейся в Парижской Национальной Библиотеке (“Revue Archeologique”, 1864. Nouv. serie, X, p. 108—112). Затем, независимо от сего, Тоблер издал его по шести рукописям в “Palaestinae descriptiones ex saeculo IV, V et VI (S. Gallen, 1869, p. 31—42) и Молинье — в “Itinera Hierosolymitana et descriptiones terrae sanctae” (Genevae, 1879—1880, p. 63—80, 81—88 и 353—360). Сравнивая между собою эти три издания, читатель видит три различные текста, вышедшие, однако, из одного общего источника; причиной этого является то обстоятельство, что издатели клали в основание рукописи различных семейств и, главным образом, рукописи интерполированные.

### На русском языке
- Феодосий. Описание Святой Земли // Православный Палестинский Сборник. — Вып. 28. — СПб., 1891.